# آلا نازیمووا
آلا نازیمووا (اوکراینی: Алла Назимова؛ ۳ ژوئن ۱۸۷۹ – ۱۳ ژوئیهٔ ۱۹۴۵) یک هنرپیشه، فیلم‌نامه‌نویس و تهیه‌کننده اکراینی مقیم امریکا بود.
در برادوی، او برای کارهایش در نمایشنامه های کلاسیک ایبسن، چخوف و تورگنیف مورد توجه قرار گرفت. او بعداً به سمت سینما رفت و در آنجا نقش‌های تولیدی بسیاری را ایفا کرد، هم نویسندگی و هم کارگردانی فیلم‌هایی با نام مستعار. فیلم سالومه (1922) او به عنوان یک نقطه عطف فرهنگی در نظر گرفته می شود. نازیمووا دوجنسه بود و در حالی که با یک مرد ازدواج می کرد آشکارا با زنان رابطه برقرار می کرد. او هتل باغ الله را ایجاد کرد که محل اقامت بسیاری از افراد مشهور آن زمان بود.

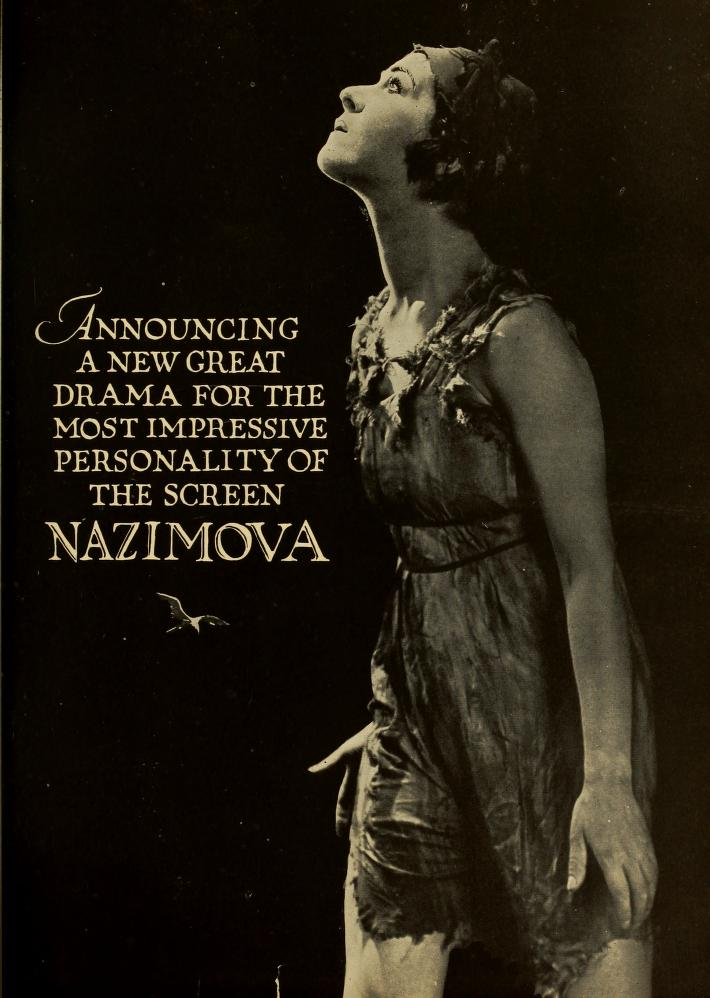

## گزیدهٔ بخشی از فیلمشناسی
از فیلم‌ها یا برنامه‌های تلویزیونی که وی در آن نقش داشته‌است می‌توان به آثار زیر اشاره کرد.
- وحی (فیلم ۱۹۱۸) (۱۹۱۸)
- چشم در برابر چشم (فیلم ۱۹۱۸) (۱۹۱۸)
- بیلیون‌ها (فیلم) (۱۹۲۰)
- کمیل (فیلم ۱۹۲۱) (۱۹۲۱)
- خانه عروسک (فیلم ۱۹۲۲) (۱۹۲۲)
- سالومه (۱۹۲۳)
- خون و شن (۱۹۴۱)
- پل سن لوئیس ری (۱۹۴۴)
- از وقتی تو رفتی (۱۹۴۴)

## نگارخانه

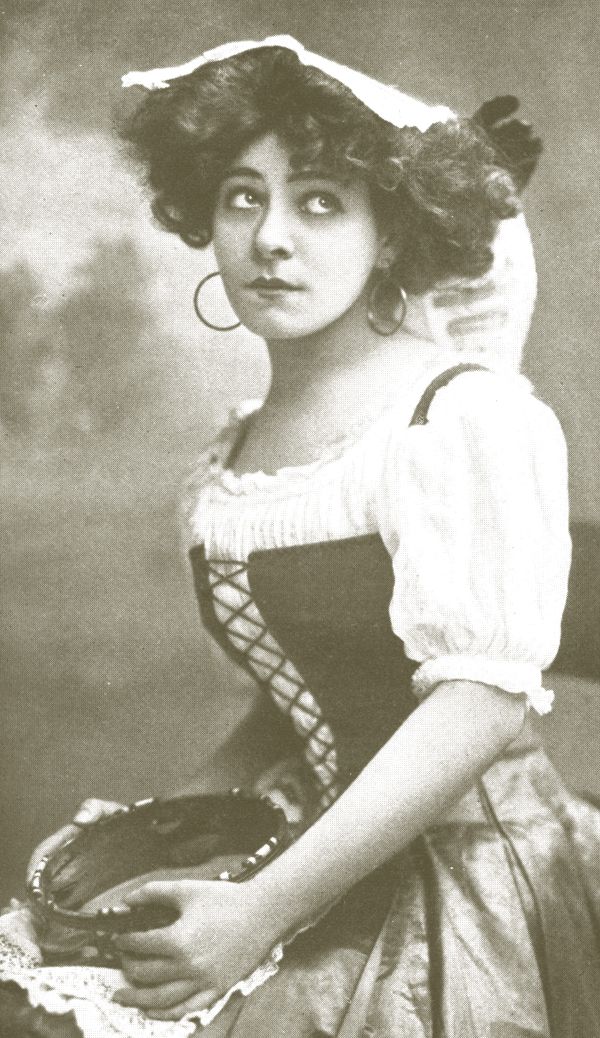
تصویری از آلا نازیمووا در سال ۱۹۲۲ میلادی